# عین‌آباد (درگزین)
عین‌آباد، روستایی در دهستان درگزین علیا بخش شاهنجرین شهرستان درگزین در استان همدان ایران است.

## ویژگی‌ها
روستایی بسیار سرسبز با مردمانی خونگرم و مهمان نواز که مهمان نوازی آنان در کل شهرستان معروف است.
این روستا زادگاه علما و بزرگانی است که در علم و تقوا سرآمد روزگار خود بوده‌اند.
زادگاه ملا مهر علی داوری (کاتب و معلم قرآن)
زادگاه آیت الله شیخ علی داوری از علمای طراز اول زمان خود (کاتب قرآن)
زادگاه شیخ محمد داوری از اساتید برجسته قرآن
زادگاه شیخ احمد داوری خطیب و شاعر و طنز پرداز توانا که در دیوان فانی (نصراله خان کهاردی) به شوخی و بذله گویی ایشان اشاره شده‌است.
زادگاه سردار سرتیپ عبدالله نجفی از امرای بزرگ ارتش و فرمانده نیروی زمینی ارتش جمهوری اسلامی ایران در دوران دفاع مقدس و مسئول آزادسازی اسرای ایران بعد از پایان جنگ تحمیلی

## جمعیت
بر پایه سرشماری عمومی نفوس و مسکن در سال ۱۳۹۵، جمعیت این روستا برابر با ۹۰۴ نفر (۳۰۴ خانوار) بوده‌است.